# Nintendo DS Lite
Nintendo DS Lite är en mindre och lättare version av den bärbara spelkonsolen Nintendo DS. Konsolen släpptes i Japan den 2 mars 2006, priset låg på 16 800 yen, vilket motsvarar cirka 1100 svenska kronor.
Den officiella lanseringen i Europa ägde rum den 23 juni 2006, med undantag för Sverige och Finland där den släpptes en dag tidigare eftersom den 24:e i dessa länder är en helgdag. Priset på lanseringsdagen i Sverige var cirka 1 500 kronor.
Försäljningen av Nintendo DS Lite i Japan gick över förväntan, och när tillgången inte mötte efterfrågan såg sig Nintendo nödgade att gå ut med en offentlig ursäkt.
Enheten lanserades också i Kina, dock marknadsfördes den där som iQue DS Lite.

## Utseende
Nintendo DS Lite är mindre och lättare än originalet och liknar till utseendet Wii. Den nya designen förväntades tilltala kunder som tvekade att köpa den första versionen av Nintendo DS på grund av dess storlek och utseende. Trots sin nya mindre storlek kan Nintendo DS Lite spela Game Boy Advance-spel, precis som originalet, dock sticker spelen ut ca 1,5 cm. Nintendo DS Lite kan även använda samma tillbehör som föregångaren Nintendo DS, däribland Nintendo Wi-Fi USB Connector och Play-Yan.

I Japan finns konsolen i färgerna vitt, ljusblått och mörkblått. Vid lanseringen i Europa fanns de att köpa i färgerna vitt och svart, hösten 2006 lanserades även färgen rosa. Numera finns även Nintendo DS Lite i färgerna limegrön, röd och turkos i Europa.

## Tekniska data
- Vikt: 218g, 21% lättare än originalet som vägde 275g.
- Mått: 133mm x 74mm x 22mm, 42% mindre än originalet som mätte 149mm x 85mm x 29mm.

- Styrkorset är något förminskat.
- Enheten har en port avsedd för Game Boy Advance-spel, porten döljs med en innehållslös kassett som skyddar mot damm och annan smuts.
- Konsolen fanns i vit färg på lanseringsdagen i Japan och ljusblå och mörkblå nio dagar senare.
- 4 olika nivåer av ljusstyrka på skärmen. Den lägsta ljusstyrkan på DS Lite kan jämföras med föregångarens.
- Kraftigt ökad batteritid.

## Inmatningsenheter
Förutom en inbyggd tryckkänslig skärm och mikrofon har Nintendo DS Lite en uppsättning knappar att styra med. Dessa är följande:
- On/off, Start, och Select - Placerade på konsolens högra sida.
- Volymkontroll - placerad på främre delen av nedre halvan av konsolen.
- Styrkors - Ett fyrvägs styrkors på konsolens vänstra sida.
- A, B, X, Y - Tryckknappar på konsolens högra sida.
- L, R - Vänster och höger axelknappar.

## Anslutningar
- Slot 1 - för Nintendo DS-spel.
- Slot 2 - för Game Boy Advance-spel
- Uttag för mikrofon och hörlur (3,5 mm).
- Uttag för batteriladdare, 5,2 volt DC (har ej samma fysiska mått som till Nintendo DS).
- Trådlös Wi-Fi. (Se lista för kompatibilitet ) Obs! Nintendo DS och Nintendo DS Lite har endast stöd för WEP-kryptering.

## Batteritid
Ett fulladdat batteri räcker upp till 19 timmar beroende på skärmens ljusstyrka och högtalarvolym. Batteriet laddas ur snabbare om den trådlösa funktionen är aktiverad. Fälls skärmen ner samtidigt som konsolen är igång har de flesta spel stöd för ett slags viloläge som sparar på batteriet, men detta fungerar inte under tiden man spelar online eller i vissa spel såsom Animal Crossing: Wild World. 
| Lägsta ljusstyrka: 15-19 timmar. |
| Låg ljusstyrka: 10-15 timmar.    |
| Hög ljusstyrka: 7-11 timmar.     |
| Högsta ljusstyrka: 5-8 timmar.   |

## Webbläsare
Det norska mjukvaruföretaget Opera som utvecklar en webbläsare med samma namn har släppt en version av denna webbläsare speciellt anpassad för att användas på Nintendo DS. Se extern artikel Webbläsaren finns i två versioner, en till den ursprungliga Nintendo DS modellen kallad Nintendo DS Browser och en till den nya Nintendo DS Lite kallad Nintendo DS Lite Browser. Eftersom det inbyggda minnet på Nintendo DS inte räcker till för att kunna köra en webbläsare kommer Nintendo DS Browser med ett så kallat Nintendo DS Lite Memory Expansion Pak som utökar det tillgängliga minnet. Skillnaden mellan Nintendo DS Browser och Nintendo DS Browser Lite är att minnet som följer med inte sticker ut på DS Lite.

## Officiella tillbehör och reservdelar
- AC-adapter (passar ej till Nintendo DS).
- Batteri
- Nintendo DS Headset
- Nintendo DS Lite Rumble Pak (ej samma som till Nintendo DS).
- Nintendo DS Lite Memory Expansion Pak (ej samma som till Nintendo DS).
- Nintendo Wi-Fi USB Connector, ett tillbehör som gör det möjligt att via Nintendo Wi-Fi Connection spela med andra Nintendo DS-spelare över internet.
- Stylus
- Nintendo MP3 Player, är ett tillbehör som gör det möjligt att använda konsolen som en MP3-spelare.
- DS TV Tuner TV-tuner för marksänd digital-TV.

Några exempel på spel som har gjort Nintendo DS & Nintendo DS Lite populära är
Pokémon Diamond och Pearl, Mariokart DS, New Super Mario Bros, The Legend of Zelda: Phantom Hourglass och Animal Crossing: Wild World.